# Chili aux Jeux sud-américains
Le Chili a participé à tous les Jeux sud-américains de manière continue. Il participa pour la première fois à cette compétition lors de la première édition qui eut lieu à La Paz en 1978. Elle n'a remporté aucune des éditions organisées.

## Historique des médailles
| Année | Pays                   | Lieu              | Position | Or  | Argent | Bronze | Total |
| ----- | ---------------------- | ----------------- | -------- | --- | ------ | ------ | ----- |
| 1978  | Drapeau de la Bolivie  | La Paz            | 2/8      | 31  | 25     | 20     | 76    |
| 1982  | Drapeau de l'Argentine | Rosario           | 2/10     | 37  | 51     | 47     | 135   |
| 1986  | Drapeau du Chili       | Santiago du Chili | 2/10     | 50  | 66     | 60     | 176   |
| 1990  | Drapeau du Pérou       | Lima              | 3/10     | 40  | 38     | 60     | 138   |
| 1994  | Drapeau du Venezuela   | Valencia          | 5/14     | 16  | 20     | 37     | 73    |
| 1998  | Drapeau de l'Équateur  | Cuenca            | 6/14     | 29  | 54     | 46     | 129   |
| 2002  | Drapeau du Brésil      | Brésil            | 4/14     | 24  | 41     | 46     | 111   |
| 2006  | Drapeau de l'Argentine | Buenos Aires      | 5/15     | 37  | 42     | 58     | 137   |
| 2010  | Drapeau de la Colombie | Medellín          | 5/15     | 25  | 32     | 52     | 109   |
| 2014  | Drapeau du Chili       | Santiago du Chili |          |     |        |        |       |
| Total | Total                  |                   | -        | 289 | 369    | 426    | 1084  |